# Heartbreak (film)
Pour les articles homonymes, voir Heartbreak.
Pour plus de détails, voir Fiche technique et Distribution.
Heartbreak est un film américain d'Alfred L. Werker, sorti en 1931.

## Synopsis
Sur fond de première Guerre mondiale, une intrigue sentimentale entre une comtesse autrichienne et un aviateur américain.

## Fiche technique
- Réalisation : Alfred L. Werker
- Scénario : William M. Conselman, Leon Gordon (en)
- Photographie : Joseph H. August
- Montage : Margaret Clancey
- Durée : 63 min
- Production : Fox Film Corporation
- Pays d'origine : États-Unis
- Genre : Guerre, drame sentimental, noir et blanc
- Date de sortie :
  - États-Unis : 8 novembre 1931

## Distribution
- Charles Farrell : John Merrick
- Madge Evans : Comtesse Vima Walden
- Paul Cavanagh : Capitaine Wolke
- Hardie Albright : Comte Carl Walden
- John Arledge : Jerry Sommers
- John St. Polis : Ambassadeur américain
- Theodore von Eltz : Procureur militaire
- Albert Conti : Officier de liaison
- Claude King  : Comte Walden